# Joycelyn Tetteh
Joycelyn Tetteh (sinh ngày 10 tháng 1 năm 1988) là một thành viên của Quốc hội của đảng của Quốc hội Dân chủ Quốc gia cho Quốc hội Bắc Dayi. Cô là một trong 36 nữ nghị sĩ của quốc hội thứ bảy của đệ tứ cộng hòa Ghana. Jocelyn hiện cũng là đại sứ cho nạn buôn người ở Ghana.
Tetteh được sinh ra ở Tsyome-Sabadu, Vùng Volta.

## Giáo dục
Cô học Luật và BEd trong nghiên cứu quản lý tại Đại học Cape Coast.

## Chính trị
Năm 2016, cô đã tranh cử và giành được ghế trong nghị viện của NDC cho Khu vực bầu cử Bắc Dayi ở Vùng Volta.

## Cuộc sống cá nhân
Cô còn độc thân và là tín đồ Cơ đốc.